# Canet-de-Salars
Cant-de-Salars ist eine französische Gemeinde mit 450 Einwohnern (Stand: 1. Januar 2022) im Département Aveyron in der Region Okzitanien (vor 2016: Midi-Pyrénées). Sie gehört zum Arrondissement Millau und zum Kanton Raspes et Lévezou. Die Einwohner werden Canezols genannt.

## Geographie
Canet-de-Salars liegt etwa 18 Kilometer südöstlich von Rodez. Im Gemeindegebiet liegt der Stausee Lac de Pareloup. Umgeben wird Canet-de-Salars von den Nachbargemeinden Pont-de-Salars im Norden, Prades-Salars im Nordosten und Osten, Salles-Curan im Südosten und Süden, Arvieu im Süden und Südwesten sowie Trémouilles im Westen.

## Bevölkerungsentwicklung
| Jahr                       | 1962 | 1968 | 1975 | 1982 | 1990 | 1999 | 2006 | 2012 | 2019 |
| Einwohner                  | 601  | 510  | 485  | 440  | 440  | 379  | 396  | 422  | 442  |
| Quellen: Cassini und INSEE |      |      |      |      |      |      |      |      |      |

## Sehenswürdigkeiten
- Megalithen bei Caussanel
- Kirche Saint-Pierre (auch Cathédrale du Lévézou genannt), seit 1976 Monument historique

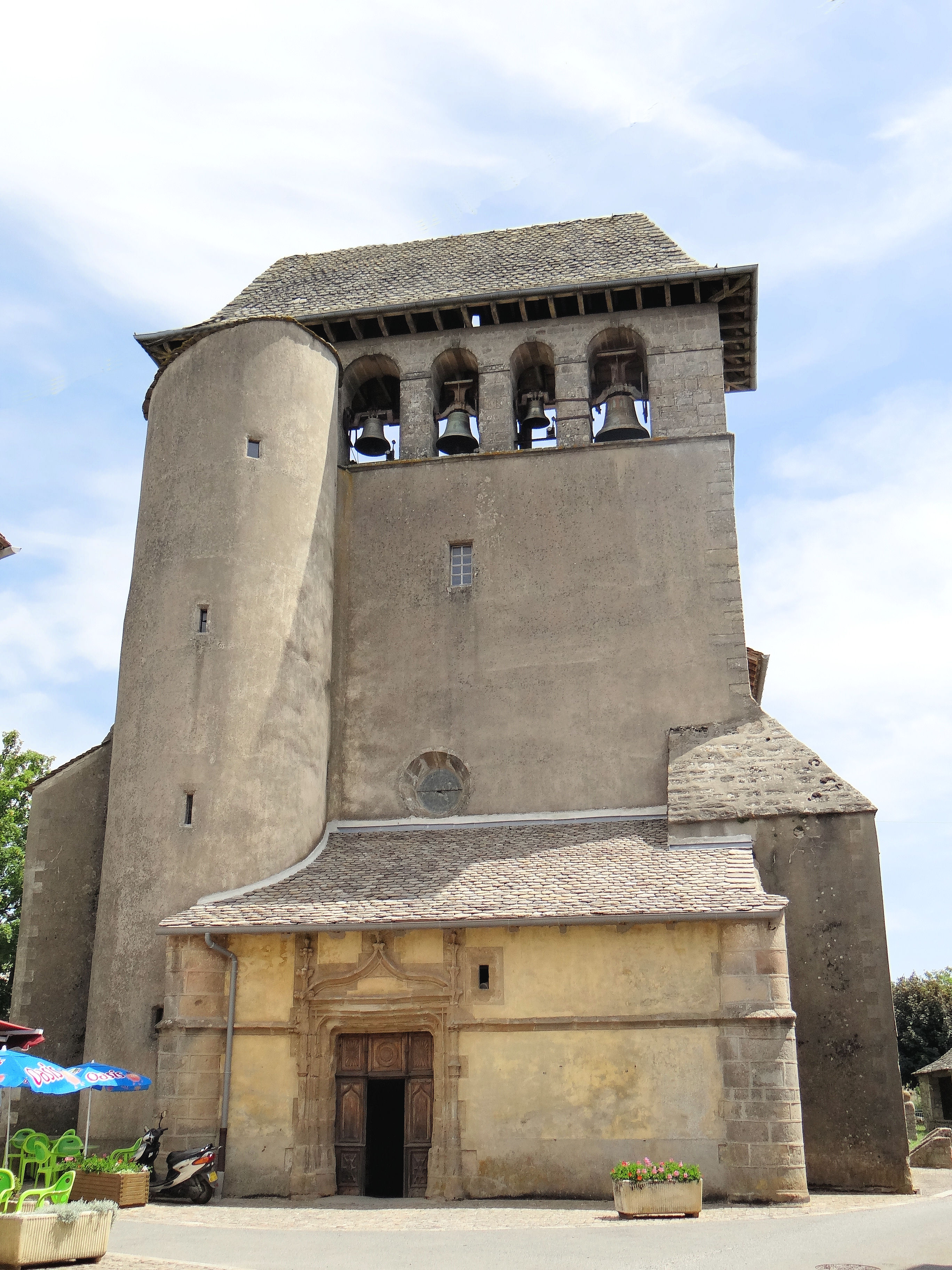
Kirche Saint-Pierre
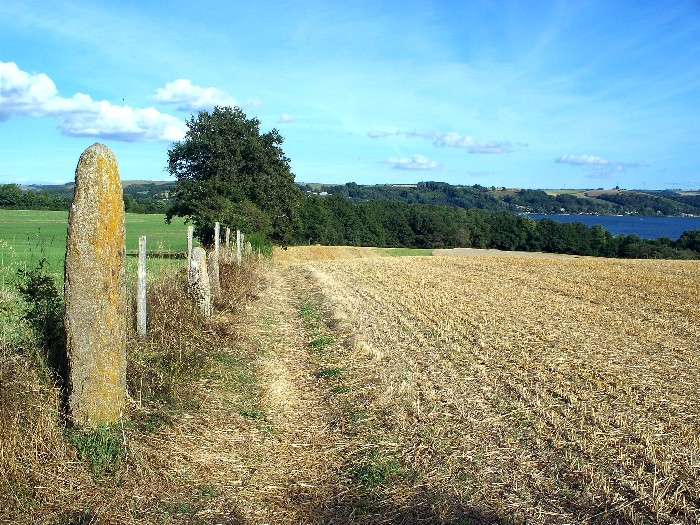
Megalith bei Caussanel